# Parque do Rio Branco
O Parque do Rio Branco é um parque urbano localizado na cidade de Boa Vista, Roraima, Brasil. O parque foi construído na antiga área Francisco Caetano Filho, às margens do rio Branco, maior curso fluvial do Estado de Roraima, e seu afluente, igarapé Caxangá. 

## História
Até 2017, as intensas e sucessivas enchentes agravavam o caos social vivenciado por moradores da área, mitigado apenas com efeitos paliativos pelas eventuais intervenções do poder público. Ao longo dos anos, as pessoas que moravam naquele local eram repetidamente obrigadas a abandonar suas moradias, em virtude das cheias. A Defesa Civil Municipal intervinham para proteger a população por meio de interdição de vias públicas, desligamento da rede de alta tensão, remoção de pessoas para abrigos ou casas de parentes. 
O poder público municipal, então, compreendeu que o local conhecido como "Beiral" deveria ser prioridade para as ações governamentais e, em 2017, o Parque do Rio Branco começou a sair do papel. O propósito era dar dignidade, proporcionando uma vida nova para a população que diretamente sofria com as mazelas e revitalizar uma região de beleza natural ímpar, às margens do principal curso d’água do estado, área que já havia sido destinada a oferecer um novo perfil à cidade por meio da Lei municipal nº 1117/2008 (DOM, 2008).
Para as intervenções socioambientais, foram considerados estudos técnicos, com destaque para o relatório de 2012 do Serviço Geológico do Brasil (CPRM), que recomendava a realocação dos moradores das casas mais próximas ao rio, a recuperação das áreas degradadas na orla e sugeria a criação de áreas de recreação e passeios públicos neste local.
A história da ocupação do Beiral estava intrinsecamente ligada ao processo de formação da capital, pois ficava às cercanias de onde se instalou a antiga Fazenda Boa Vista do Rio Branco, que deu origem à cidade, sendo uma área originalmente ocupada por comunidades indígenas.

## Projeto
A efetivação desse projeto foi realizada com ações intersetoriais, envolvendo equipes multidisciplinares, que consideram os problemas estruturais e sociais do bairro e das suas adjacências. As intervenções foram divididas em três etapas:
1. Diagnóstico e mapeamento da área: identificação das casas e famílias; cadastramento das famílias; indenizações; desapropriações; realocação e monitoramento das famílias, demolição das construções existentes;
2. Plano de intervenção ambiental: com a canalização do igarapé Caxangá; elevação da avenida Sebastião Diniz; terraplenagem e macrodrenagem do terreno;
3. Revitalização e urbanização: Construção do mirante, do espelho d’água, das quadras, da ciclovia, do espaço das crianças e da marina.

## Inauguração
O imponente Parque do Rio Branco, principal ponto turístico do Estado de Roraima, foi inaugurado no dia 20 de dezembro de 2020, com amplas áreas de lazer.
O mirante de 120 metros de altura tem vista panorâmica da cidade em 350º e conta com elevador panorâmico para o Rio Branco.
No local está também a a maior 'Selvinha Amazônica' - um projeto em que a prefeitura instala playgrounds gigantes no formado de animais da Amazônia por praças da cidade. Os brinquedos são parte da política de Primeira Infância implantada pela prefeita Teresa Surita. 
O local conta ainda com ciclovia, espaço infantil, espelho d’água, atracadouro,  quadras de vôlei, área para piquenique, banheiros e uma praias